# Paraboea regularis
Paraboea regularis är en tvåhjärtbladig växtart som först beskrevs av Ridley, och fick sitt nu gällande namn av Ridley. Paraboea regularis ingår i släktet Paraboea och familjen Gesneriaceae. Inga underarter finns listade i Catalogue of Life.